# Église de la Visitation de Cracovie

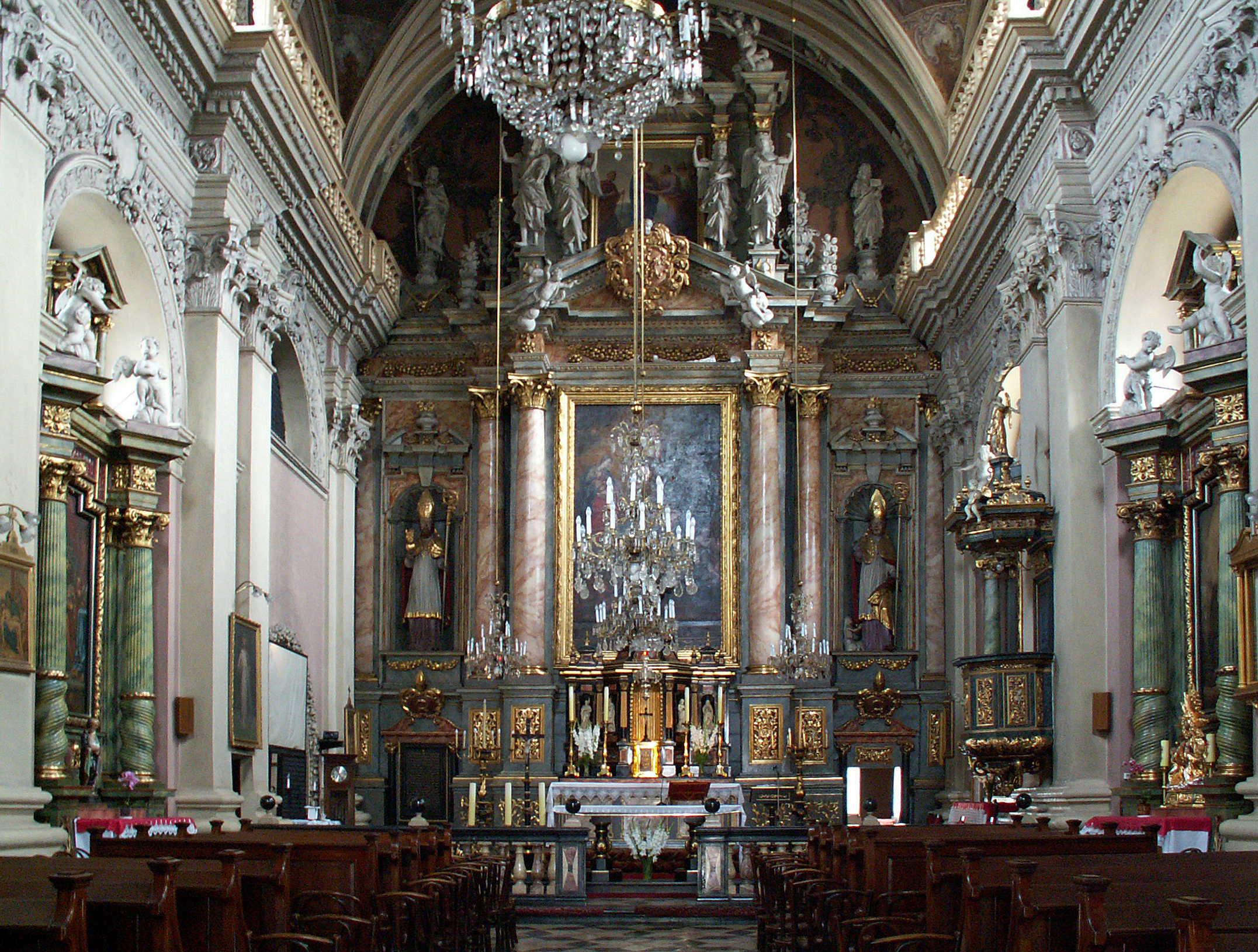
espace intérieur

Pour les articles homonymes, voir Église de la Visitation.
L'église de la Visitation (polonais : Kościół Wizytek) ou église Saint-François-de-Sales (polonais : Kościół św. Franciszka Salezego) est une église catholique baroque située au nord de la vieille ville de Cracovie, en Pologne.

## Historique
Les religieuses de la Visitation sont venues à Cracovie en 1681 et ont fondé leur monastère au nord de la vieille ville aux portes de la ville alors indépendante de Kleparz (également connue sous le nom de Florenzja). La construction de l'église a commencé en 1692 et a été achevée en 1695. L'architecte était l'italien Giovanni Solari. Tomasz Pryliński a rénové l'église entre 1875 et 1876. Le cardinal et primat August Hlond et le pasteur Mieczysław Maliński étaient associés à l'église. Le cœur de la voïvodie de Grande-Pologne et patron de l'ordre Stanisław Małachowski est enterré dans l'église.